# Laminis
Els laminis (Lamini) són una tribu de mamífers artiodàctils de la família dels camèlids i la subfamília dels camelins. Es calcula que divergiren dels camelinis fa aproximadament 11 milions d'anys, segons el registre fòssil, o fa aproximadament 25 milions d'anys, segons els estudis basats en el rellotge molecular. Tant les espècies vivents (el llama, el guanac, la vicunya i l'alpaca) com les extintes tenen una distribució limitada a les Amèriques. Tenen una fórmula dental de {\displaystyle {\tfrac {1.1.2.3}{3.1.1.3}}}